# جيمس ماسون (لاعب كريكت)
جيمس ماسون (29 أكتوبر 1876 في المملكة المتحدة - 8 فبراير 1938 في المملكة المتحدة) (بالإنجليزية: James Mason)‏ هو لاعب كريكت بريطاني وبريطاني (وحمل سابقاً جنسية المملكة المتحدة لبريطانيا العظمى وأيرلندا). لعب مع Kent County Cricket Club ‏ وBerkshire County Cricket Club ‏.

## وصلات خارجية
- جيمس ماسون على موقع إي آس بي آن كريك إنفو (الإنجليزية)